# Johann Jakob Kuen von Belasy

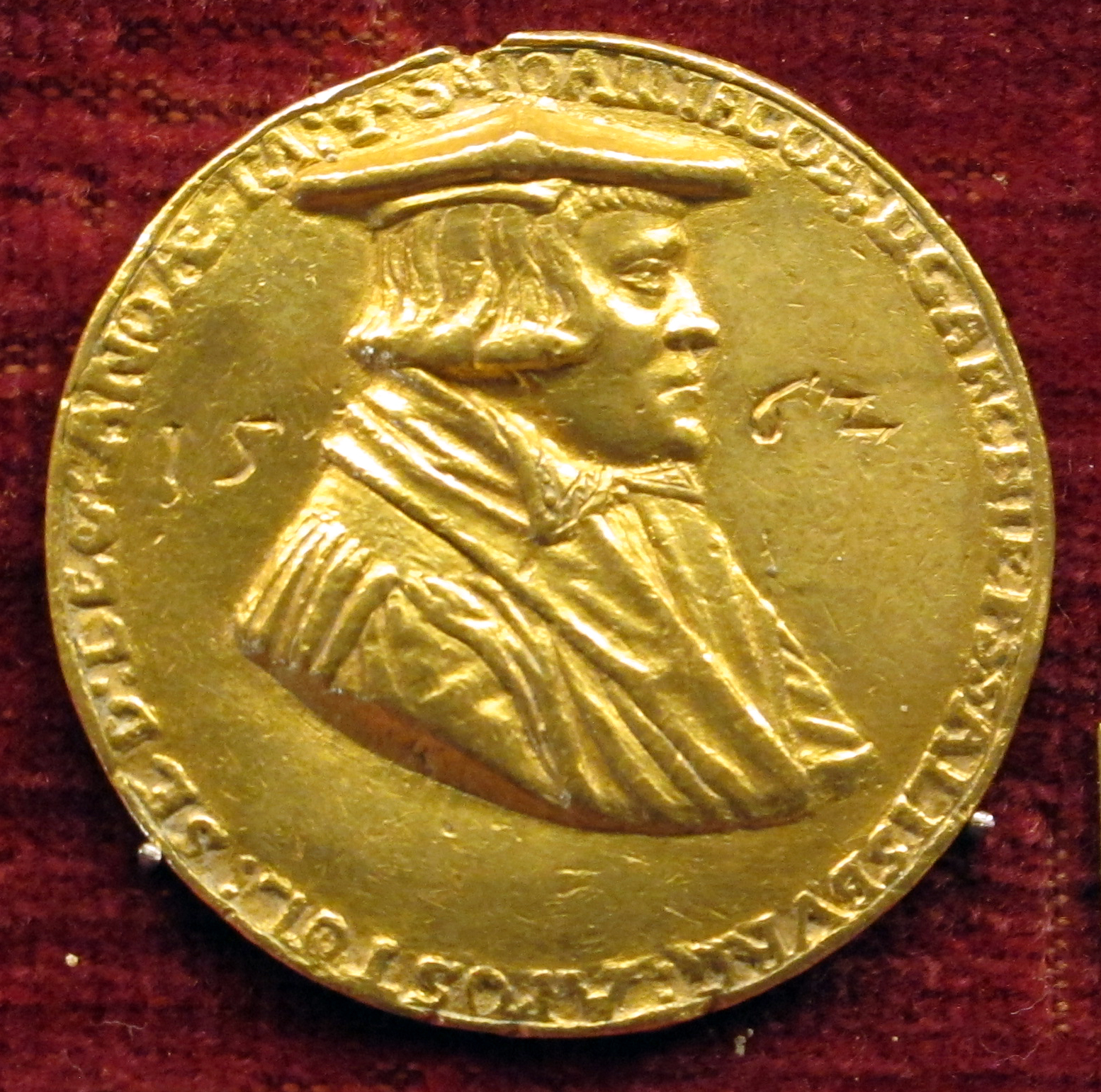
Johann Jakob Kuen von Belasy

Johann Jakob Kuen von Belasy (auch: Johann Jakob Khuen-Belasi, * um 1515; † 15. Mai 1586) war ein Salzburger Erzbischof.

## Leben
Johann Jakob entstammte dem alten Südtiroler Geschlecht Khuen von Belasy, das 1573 in den Reichsfreiherrenstand erhoben wurde. Er galt als ein Mann von unbedingter Frömmigkeit, Glaubenseifer, persönlicher Integrität und tadellosem Lebenswandel.
Erzbischof Kuen-Belasy setzte in seiner Regierungszeit vor allem Maßnahmen zur besseren Verteidigung des Landes sowie Maßnahmen im Zusammenhang mit der Gegenreformation. Im Jahr 1563 ließ er ein umfangreiches Bauvorhaben auf der Burg Hohenwerfen durchführen, damit die Burg auch den neuen Feuerwaffen standhalten konnte und ließ die Burganlage in italienischer Festungsbaukunst umbauen. 1573 errichtete er auch den großen Palas der Burg. An der Festung Hohensalzburg ließ er dagegen nur Kleinigkeiten ergänzen. Sein Wappen mit der Jahreszahl 1566 ist hier hofseitig an den Stallungen und dem Salzmagazin zu finden. Er erneuerte für die damaligen wöchentlichen Kammerbotenfahrt von Salzburg in den Lungau auch das Tauernhaus Wisenegg in Obertauern. Unter dem Erzbischof wurde Schloss Rif bei Hallein nach 1560 zu einer kleinen Sommerresidenz ausgebaut. So wurde das Schloss vorübergehend auch zum Ort fürstlicher Musikpflege. 
1571 bis 1582 verlegte der Erzbischof seine Residenz nach Mühldorf, da in der Stadt Salzburg die Pest wütete.
Die 1577 versuchte Errichtung einer Jesuitenlehranstalt in Salzburg im Zuge der Gegenreformation scheiterte an den gegensätzlichen Standpunkten der Jesuiten und der Benediktiner von St. Peter. Unter seiner Regentschaft wurde dann der Orden der Franziskaner nach Salzburg geholt, die 1583 im kurz zuvor aufgelassenen Kloster der Petersfrauen Platz fanden. Zur besseren Ausbildung der Priester ließ Kuen-Belasy um 1580 ein (wenn auch bescheidenes) Priesterseminar im Kaiviertel errichten. 
Nachdem Kuen-Belasy 1579 einen Schlaganfall erlitten hatte, musste er den Großteil der Regierungsarbeit seinem Koadjutor und späteren Nachfolger Georg von Kuenburg überlassen.
1581 und 1582 wurden wiederum protestantische Geistliche hingerichtet oder lebenslang eingesperrt.